# سيرجيو فرانسيسكو
سيرجيو راموس فرانسيسكو (بالإسبانية: Sergio Francisco Ramos)‏، والمعروف باسم سيرجيو فرانسيسكو (ولد في 19 مايو 1979 في أيرون، غيبوثكوا)، هو لاعب كرة قدم محترف إسباني يلعب في مركز المهاجم.

## وصلات خارجية
- سيرجيو فرانسيسكو على موقع قاعدة بيانات كرة القدم.إي يو (الإنجليزية)
- سيرجيو فرانسيسكو على موقع AS.com (الإسبانية)

- BDFutbol profile
- Futbolme profile